# Beba Veche, Timiș

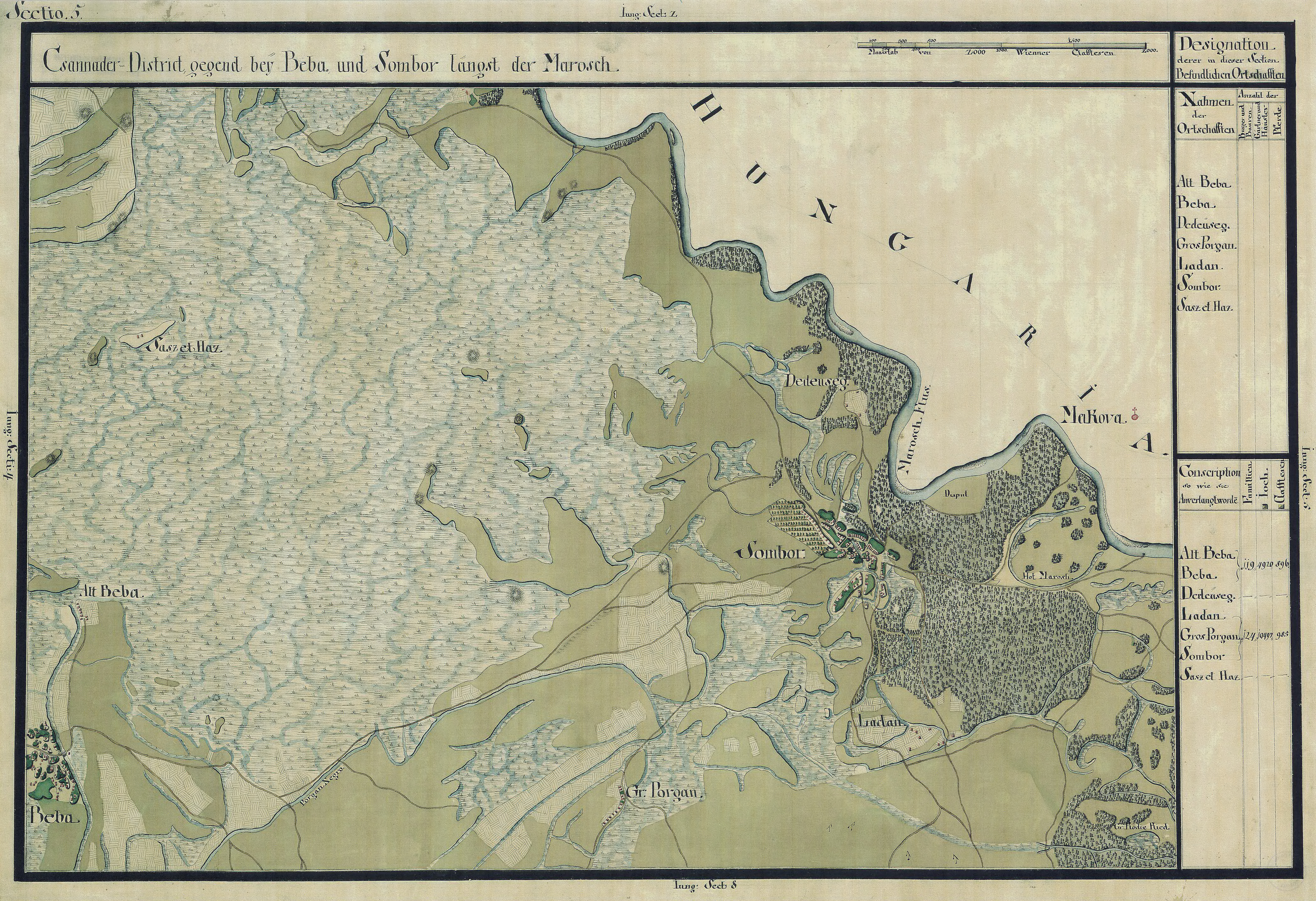
Beba Veche în Harta Iosefină a Banatului

Beba Veche este satul de reședință al comunei cu același nume din județul Timiș, Banat, România. După Primul Război Mondial, satul a revenit Regatului Sârbo-Croato-Sloven, conform Tratatului de la Trianon din 1920, dar în 1924, a fost transferat României, ca urmare a Protocolului încheiat între România și Iugoslavia la 24 noiembrie 1923 pentru rectificarea frontierei.
Este cea mai vestică așezare din România, iar în apropierea ei se află punctul cel mai vestic al țării, precum și frontiera triplă cu Serbia și Ungaria.